# Coupe de la Ligue française de football 2011-2012
Navigation
Coupe de la Ligue 2010-2011 Coupe de la Ligue 2012-2013
La Coupe de la Ligue de football 2011-2012 est la 18e édition de la Coupe de la Ligue de football française, organisée par la LFP. Les premiers tours préliminaires sont prévus pour se disputer de juillet à août, la phase finale, d'octobre à avril. 

La finale a eu lieu le samedi 14 avril 2012 au Stade de France et a vu la victoire du tenant du titre, l'Olympique de Marseille, sur l'Olympique lyonnais.

## Calendrier
| Tour                        | Nom                                     | Date                     | Participants        |
| Tours préliminaires (2011)  |                                         |                          |                     |
| 1                           | Premier tour                            | 22 juillet               | 24                  |
| 2                           | Deuxième tour                           | 9 août                   | 12                  |
| 3                           | Seizièmes de finale                     | 30 / 31 août             | 20 (6+14 de L1)     |
| Phase finale (2011 et 2012) |                                         |                          |                     |
| 1                           | Huitièmes de finale                     | 25 / 26 octobre          | 16 (10+6 européens) |
| 2                           | Quarts de finale                        | 10 / 11 janvier          | 8                   |
| 3                           | Demi-finales                            | 31 janvier / 1er février | 4                   |
| 4                           | Finale au Stade de France (Saint-Denis) | samedi 14 avril          | 2                   |

## Déroulement de la compétition
| Clubs de Ligue 1 (20)                    | Clubs de Ligue 2 (20) et de National (2) |
| arrivent en 8e de finale                 | arrivent au premier tour                 |
| ---------------------------------------- | ---------------------------------------- |
| LOSC Lille Métropole                     | AS Monaco FC                             |
| Olympique de Marseille (Tenant du titre) | RC Lens                                  |
| Olympique lyonnais                       | AC Arles-Avignon                         |
| Paris Saint-Germain                      | Le Mans FC                               |
| FC Sochaux-Montbéliard                   | CS Sedan                                 |
| Stade rennais FC                         | Angers SCO                               |
| arrivent en 16e de finale                | Clermont Foot                            |
| Girondins de Bordeaux                    | US Boulogne CO                           |
| Toulouse FC                              | Le Havre AC                              |
| AJ Auxerre                               | Stade de Reims                           |
| AS Saint-Étienne                         | FC Istres                                |
| FC Lorient                               | Tours FC                                 |
| Valenciennes FC                          | FC Nantes                                |
| AS Nancy-Lorraine                        | LB Châteauroux                           |
| Montpellier HSC                          | Stade lavallois                          |
| SM Caen                                  | ES Troyes AC                             |
| Stade brestois 29                        | FC Metz                                  |
| OGC Nice                                 | SC Bastia                                |
| Évian Thonon Gaillard FC                 | Amiens SC                                |
| AC Ajaccio                               | EA Guingamp                              |
| Dijon FCO                                | Vannes OC                                |
|                                          | Nîmes Olympique                          |
|                                          | Grenoble Foot 38                         |
|                                          | RC Strasbourg                            |

Chaque tour se déroule en un seul match.

En cas d'égalité, une prolongation de 2 périodes de 15 minutes est disputée.

Si l'égalité persiste, une séance de tirs au but départage les 2 équipes.

### Premier tour
Les 20 équipes de Ligue 2 et 2 équipes de National débutent cette coupe de la Ligue.
Ce tour est prévu le vendredi 22 et samedi 23 juillet 2011. Le tirage au sort a lieu le vendredi 24 juin à 11 h au siège de la Ligue de football professionnel.
| Vendredi 22 juillet 2011 20h00 | Amiens SC               | 2 – 0   | Nîmes Olympique | Stade de la Licorne, Amiens                    |                                                |
|                                | Ielsch 16e · Bazile 36e | (2 – 0) |                 | Spectateurs : 2 834 Arbitrage : Didier Falcone | Spectateurs : 2 834 Arbitrage : Didier Falcone |
|                                | Rapport                 |         |                 | Spectateurs : 2 834 Arbitrage : Didier Falcone | Spectateurs : 2 834 Arbitrage : Didier Falcone |

| Vendredi 22 juillet 2011 20h00 | Vannes OC                  | 2 - 1 a.p. | ES Troyes AC | Stade de la Rabine, Vannes                      |                                                 |
|                                | N'Diaye 61e · Jarsalé 110e | (0 – 1)    | 19e Bettiol  | Spectateurs : 1 462 Arbitrage : Abdelali Chaoui | Spectateurs : 1 462 Arbitrage : Abdelali Chaoui |
|                                | Rapport                    |            |              | Spectateurs : 1 462 Arbitrage : Abdelali Chaoui | Spectateurs : 1 462 Arbitrage : Abdelali Chaoui |

| Vendredi 22 juillet 2011 20h00 | Le Mans FC             | 1 - 0   | AC Arles-Avignon | MMArena, Le Mans                             |                                              |
|                                | Cissé 2e · Cuffaut 78e | (1 – 0) |                  | Spectateurs : 6 309 Arbitrage : Ludovic Rémy | Spectateurs : 6 309 Arbitrage : Ludovic Rémy |
|                                | Rapport                |         |                  | Spectateurs : 6 309 Arbitrage : Ludovic Rémy | Spectateurs : 6 309 Arbitrage : Ludovic Rémy |

| Annulé | US Boulogne | 3 - 0 (Sur tapis vert) | RC Strasbourg |  |  |
|        |             |                        |               |  |  |

| Vendredi 22 juillet 2011 20h00 | RC Lens                            | 3 - 0   | Clermont Foot | Stade Félix-Bollaert, Lens                          |                                                     |
|                                | Baal 23e · Eduardo 73e · Sow 90+5e | (1 – 0) |               | Spectateurs : 15 645 Arbitrage : Christian Guillard | Spectateurs : 15 645 Arbitrage : Christian Guillard |
|                                | Rapport                            |         |               | Spectateurs : 15 645 Arbitrage : Christian Guillard | Spectateurs : 15 645 Arbitrage : Christian Guillard |

| Annulé | LB Châteauroux | 3 - 0 (sur tapis vert) | Grenoble Foot |  |  |
|        |                |                        |               |  |  |

| Vendredi 22 juillet 2011 20h00 | Tours FC                                            | 2 - 1 a.p. | Angers SCO                                                | Stade de la Vallée du Cher, Tours               |                                                 |
|                                | Cardy 88e (pen.) · Oniangue 105+1e · Genevois 90+4e | (0 – 0)    | 50e (pen.) Charbonnier · 87e Tamboura · 90+4e Charbonnier | Spectateurs : 3 605 Arbitrage : Stéphane Jochem | Spectateurs : 3 605 Arbitrage : Stéphane Jochem |
|                                | Rapport                                             |            |                                                           | Spectateurs : 3 605 Arbitrage : Stéphane Jochem | Spectateurs : 3 605 Arbitrage : Stéphane Jochem |

| Vendredi 22 juillet 2011 20h00 | Stade de Reims | 0 - 1 a.p. | FC Nantes       | Stade Auguste-Delaune, Reims                     |                                                  |
|                                |                | (0 – 0)    | 114e Raspentino | Spectateurs : 5 919 Arbitrage : Dominique Julien | Spectateurs : 5 919 Arbitrage : Dominique Julien |
|                                | Rapport        |            |                 | Spectateurs : 5 919 Arbitrage : Dominique Julien | Spectateurs : 5 919 Arbitrage : Dominique Julien |

| Vendredi 22 juillet 2011 20h00 | Le Havre                                                                    | 5 - 4 a.p. | FC Metz                                            | Stade Jules-Deschaseaux, Le Havre             |                                               |
|                                | Fanchone 43e · Mendes da Graça 48e 111e (pen.) · Rivière 73e · Julienne 88e | (1 – 3)    | 4e Duhamel · 6e 47e Sakho · 19e Pouye · 83e Diagne | Spectateurs : 3 787 Arbitrage : Florent Batta | Spectateurs : 3 787 Arbitrage : Florent Batta |
|                                | Rapport                                                                     |            |                                                    | Spectateurs : 3 787 Arbitrage : Florent Batta | Spectateurs : 3 787 Arbitrage : Florent Batta |

| Vendredi 22 juillet 2011 20h00 | EA Guingamp              | 2 - 0   | Stade lavallois | Stade du Roudourou, Guingamp                   |                                                |
|                                | Giresse 34e · Alioui 77e | (1 - 0) |                 | Spectateurs : 6 120 Arbitrage : Olivier Husset | Spectateurs : 6 120 Arbitrage : Olivier Husset |
|                                | Rapport                  |         |                 | Spectateurs : 6 120 Arbitrage : Olivier Husset | Spectateurs : 6 120 Arbitrage : Olivier Husset |

| Vendredi 22 juillet 2011 20h00 | FC Istres                                 | 3 - 2   | SC Bastia             | Stade Parsemain, Fos-sur-Mer                      |                                                   |
|                                | Akrour 28e · De Préville 58e · Dielna 88e | (1 - 2) | 26e Diallo · 29e Sans | Spectateurs : 1 584 Arbitrage : Hakim Ben El Hadj | Spectateurs : 1 584 Arbitrage : Hakim Ben El Hadj |
|                                | Rapport                                   |         |                       | Spectateurs : 1 584 Arbitrage : Hakim Ben El Hadj | Spectateurs : 1 584 Arbitrage : Hakim Ben El Hadj |

| Samedi 23 juillet 2011 18h00 | CS Sedan                                   | 4 - 1   | AS Monaco   | Stade Louis-Dugauguez, Sedan                   |                                                |
|                              | Fauvergue 9e 50e · Gragnic 18e · Court 63e | (2 - 0) | 67e Adriano | Spectateurs : 6 216 Arbitrage : Amaury Delerue | Spectateurs : 6 216 Arbitrage : Amaury Delerue |
|                              | Rapport                                    |         |             | Spectateurs : 6 216 Arbitrage : Amaury Delerue | Spectateurs : 6 216 Arbitrage : Amaury Delerue |

### Deuxième tour
Les six rencontres se jouent le mardi 9 août.
Le tirage au sort a eu lieu immédiatement après celui du premier tour, le vendredi 24 juin à 11 h au siège de la Ligue de football professionnel.
| Mardi 9 août 2011 20h00 | FC Nantes   | 1 - 0 a.p. | LB Châteauroux | Stade de la Beaujoire, Nantes                  |                                                |
|                         | Vivian 120e | (0 - 0)    |                | Spectateurs : 6 945 Arbitrage : Amaury Delerue | Spectateurs : 6 945 Arbitrage : Amaury Delerue |
|                         | Rapport     |            |                | Spectateurs : 6 945 Arbitrage : Amaury Delerue | Spectateurs : 6 945 Arbitrage : Amaury Delerue |

| Mardi 9 août 2011 20h00 | US Boulogne              | 1 - 2   | CS Sedan                             | Stade de la Libération, Boulogne-sur-Mer       |                                                |
|                         | Allart 90e · Ducatel 20e | (0 - 1) | 13e Le Bihan · 84e Diallo · 45e Boli | Spectateurs : 4 411 Arbitrage : Olivier Husset | Spectateurs : 4 411 Arbitrage : Olivier Husset |
|                         | Rapport                  |         |                                      | Spectateurs : 4 411 Arbitrage : Olivier Husset | Spectateurs : 4 411 Arbitrage : Olivier Husset |

| Mardi 9 août 2011 20h00 | Amiens SC                  | 2 - 1   | Le Havre AC  | Stade de la Licorne, Amiens                   |                                               |
|                         | Zobiri 80e · Gavanon 90+3e | (0 - 0) | 65e François | Spectateurs : 2 863 Arbitrage : William Lavis | Spectateurs : 2 863 Arbitrage : William Lavis |
|                         | Rapport                    |         |              | Spectateurs : 2 863 Arbitrage : William Lavis | Spectateurs : 2 863 Arbitrage : William Lavis |

| Mardi 9 août 2011 20h00 | EA Guingamp       | 2 - 0   | Vannes OC | Stade du Roudourou, Guingamp                   |                                                |
|                         | Knockaert 20e 76e | (1 - 0) |           | Spectateurs : 6 982 Arbitrage : Thomas Léonard | Spectateurs : 6 982 Arbitrage : Thomas Léonard |
|                         | Rapport           |         |           | Spectateurs : 6 982 Arbitrage : Thomas Léonard | Spectateurs : 6 982 Arbitrage : Thomas Léonard |

| Mardi 9 août 2011 20h00 | FC Istres | 0 - 2   | Le Mans FC           | Stade Parsemain, Fos-sur-Mer                  |                                               |
|                         |           | (0 - 0) | 62e Zito · 63e Lamah | Spectateurs : 1 474 Arbitrage : Mikael Lesage | Spectateurs : 1 474 Arbitrage : Mikael Lesage |
|                         | Rapport   |         |                      | Spectateurs : 1 474 Arbitrage : Mikael Lesage | Spectateurs : 1 474 Arbitrage : Mikael Lesage |

| Mardi 9 août 2011 20h45 | RC Lens           | 1 - 0   | Tours FC | Stade Félix-Bollaert, Lens                      |                                                 |
|                         | Pollet 57e (pen.) | (0 - 0) |          | Spectateurs : 10 766 Arbitrage : Didier Falcone | Spectateurs : 10 766 Arbitrage : Didier Falcone |
|                         | Rapport           |         |          | Spectateurs : 10 766 Arbitrage : Didier Falcone | Spectateurs : 10 766 Arbitrage : Didier Falcone |

### Seizièmes de finale
Les 10 rencontres sont prévues les mardi 30 et mercredi 31 août 2011. Les six vainqueurs du deuxième tour sont rejoints par les 14 équipes de Ligue 1 qui ne participent à aucune Coupe d'Europe.
| Mardi 30 août 2011 18h30 France 4 | EA Guingamp                     | 2 - 3 a.p. | FC Lorient                               | Stade du Roudourou, Guingamp                      |                                                   |
|                                   | El Jadeyaoui 11e · Charrier 31e | (2 - 1)    | 28e (csc) Knockaert · 84e 113e Aliadière | Spectateurs : 5 448 Arbitrage : Sébastien Moreira | Spectateurs : 5 448 Arbitrage : Sébastien Moreira |
|                                   | Rapport                         |            |                                          | Spectateurs : 5 448 Arbitrage : Sébastien Moreira | Spectateurs : 5 448 Arbitrage : Sébastien Moreira |

| Mardi 30 août 2011 21h00 France 4 | AS Nancy        | 1 - 2   | AJ Auxerre                  | Stade Marcel-Picot, Tomblaine                    |                                                  |
|                                   | Diakité 55e 80e | (0 - 0) | 50e Le Tallec · 74e Kossoko | Spectateurs : 6 086 Arbitrage : Hervé Piccirillo | Spectateurs : 6 086 Arbitrage : Hervé Piccirillo |
|                                   | Rapport         |         |                             | Spectateurs : 6 086 Arbitrage : Hervé Piccirillo | Spectateurs : 6 086 Arbitrage : Hervé Piccirillo |

| Mercredi 31 août 2011 18h00 France 4 | Toulouse FC  | 1 - 2   | OGC Nice                  | Stadium, Toulouse                               |                                                 |
|                                      | Beauguel 10e | (1 - 1) | 36e Civelli · 47e Mounier | Spectateurs : 6 797 Arbitrage : Philippe Malige | Spectateurs : 6 797 Arbitrage : Philippe Malige |
|                                      | Rapport      |         |                           | Spectateurs : 6 797 Arbitrage : Philippe Malige | Spectateurs : 6 797 Arbitrage : Philippe Malige |

| Mercredi 31 août 2011 20h00 | Le Mans FC      | 1 - 0   | AC Ajaccio | MMArena, Le Mans                              |                                               |
|                             | Ekeng Ekeng 62e | (0 - 0) |            | Spectateurs : 6 827 Arbitrage : Benoît Millot | Spectateurs : 6 827 Arbitrage : Benoît Millot |
|                             | Rapport         |         |            | Spectateurs : 6 827 Arbitrage : Benoît Millot | Spectateurs : 6 827 Arbitrage : Benoît Millot |

| Mercredi 31 août 2011 20h00                              | Montpellier HSC        | 2 - 2 a.p.                                               | Amiens SC                     | Stade de la Mosson, Montpellier              |                                              |
|                                                          | Utaka 68e · Giroud 76e | (0 - 2)                                                  | 11e Puyo · 34e (pen.) Gavanon | Spectateurs : 6 179 Arbitrage : Pascal Viléo | Spectateurs : 6 179 Arbitrage : Pascal Viléo |
|                                                          | Rapport                |                                                          |                               | Spectateurs : 6 179 Arbitrage : Pascal Viléo | Spectateurs : 6 179 Arbitrage : Pascal Viléo |
| Dernis · Saïhi · Marveaux · Giroud · Yanga Mbiwa · Pitau | Tirs au but 4 - 3      | Bazile · Mohamed · Djaballah · Cissé · Gavanon · Durimel |                               | Spectateurs : 6 179 Arbitrage : Pascal Viléo | Spectateurs : 6 179 Arbitrage : Pascal Viléo |

| Mercredi 31 août 2011 20h00 | SM Caen                             | 3 - 2   | Stade brestois            | Stade Michel-d'Ornano, Caen                      |                                                  |
|                             | Fajr 35e · Hamouma 56e · Traoré 88e | (1 - 1) | 14e 79e Roux · 56e Baysse | Spectateurs : 8 652 Arbitrage : Alexandre Castro | Spectateurs : 8 652 Arbitrage : Alexandre Castro |
|                             | Rapport                             |         |                           | Spectateurs : 8 652 Arbitrage : Alexandre Castro | Spectateurs : 8 652 Arbitrage : Alexandre Castro |

| Mercredi 31 août 2011 20h00 | Dijon FCO                                       | 3 - 2   | Valenciennes FC         | Stade Gaston-Gérard, Dijon                    |                                               |
|                             | Bauthéac 29e (pen.) · Jovial 40e · Guerbert 52e | (2 - 1) | 34e Dossevi · 51e Pujol | Spectateurs : 6 872 Arbitrage : Wilfried Bien | Spectateurs : 6 872 Arbitrage : Wilfried Bien |
|                             | Rapport                                         |         |                         | Spectateurs : 6 872 Arbitrage : Wilfried Bien | Spectateurs : 6 872 Arbitrage : Wilfried Bien |

| Mercredi 31 août 2011 20h00 | CS Sedan             | 2 - 0   | FC Nantes | Stade Louis-Dugauguez, Sedan                      |                                                   |
|                             | Boli 5e · Diallo 77e | (1 - 0) |           | Spectateurs : 3 984 Arbitrage : Bartolomeu Varela | Spectateurs : 3 984 Arbitrage : Bartolomeu Varela |
|                             | Rapport              |         |           | Spectateurs : 3 984 Arbitrage : Bartolomeu Varela | Spectateurs : 3 984 Arbitrage : Bartolomeu Varela |

| Mercredi 31 août 2011 20h45 France 3 | AS Saint-Étienne                            | 3 - 1   | Girondins de Bordeaux | Stade Geoffroy-Guichard, Saint-Étienne           |                                                  |
|                                      | Olimpa 3e (csc) · Sako 17e · Aubameyang 57e | (2 - 1) | 10e Trémoulinas       | Spectateurs : 14 647 Arbitrage : Lionel Jaffredo | Spectateurs : 14 647 Arbitrage : Lionel Jaffredo |
|                                      | Rapport                                     |         |                       | Spectateurs : 14 647 Arbitrage : Lionel Jaffredo | Spectateurs : 14 647 Arbitrage : Lionel Jaffredo |

| Jeudi 1er septembre 2011 20h00 | RC Lens    | 1 - 0   | Évian Thonon Gaillard | Stade Félix-Bollaert, Lens                     |                                                |
|                                | Toudic 78e | (0 - 0) |                       | Spectateurs : 13 210 Arbitrage : Philippe Kalt | Spectateurs : 13 210 Arbitrage : Philippe Kalt |
|                                | Rapport    |         |                       | Spectateurs : 13 210 Arbitrage : Philippe Kalt | Spectateurs : 13 210 Arbitrage : Philippe Kalt |

### Huitièmes de finale
Les huitièmes de finale se déroulent les mardi 25 octobre et mercredi 26 octobre 2011.
Ce tour signifie l'arrivée des six clubs « européens » : l'Olympique de Marseille, tenant du titre, mais aussi, le LOSC Lille Métropole, l'Olympique lyonnais, le Paris Saint-Germain, le FC Sochaux-Montbéliard et le Stade rennais.
Les quatre premiers de la dernière Ligue 1 2010-2011 (le LOSC Lille Métropole, l'Olympique de Marseille, l'Olympique lyonnais et le Paris Saint-Germain) ont le statut de tête de série : ils ne peuvent s'affronter.
| Mardi 25 octobre 2011 20h45 France 4 | Olympique de Marseille                  | 4 - 0   | RC Lens | Stade Vélodrome, Marseille                     |                                                |
|                                      | Gignac 14e · J. Ayew 68e · Rémy 82e 90e | (1 - 0) |         | Spectateurs : 17 972 Arbitrage : Wilfried Bien | Spectateurs : 17 972 Arbitrage : Wilfried Bien |
|                                      | Rapport                                 |         |         | Spectateurs : 17 972 Arbitrage : Wilfried Bien | Spectateurs : 17 972 Arbitrage : Wilfried Bien |

| Mercredi 26 octobre 2011 17h00 France 2 | Dijon FCO                                               | 3 - 2   | Paris SG                  | Stade Gaston-Gérard, Dijon                        |                                                   |
|                                         | Sankharé 30e (pen.) · Bérenguer 32e · Jovial 61e (pen.) | (2 - 2) | 16e Bahebeck · 20e Erding | Spectateurs : 10 115 Arbitrage : Alexandre Castro | Spectateurs : 10 115 Arbitrage : Alexandre Castro |
|                                         | Rapport                                                 |         |                           | Spectateurs : 10 115 Arbitrage : Alexandre Castro | Spectateurs : 10 115 Arbitrage : Alexandre Castro |

| Mercredi 26 octobre 2011 18h45 France 4 | Montpellier HSC         | 1 - 2   | FC Lorient                  | Stade de la Mosson, Montpellier                       |                                                       |
|                                         | Giroud 65e · Bocaly 55e | (0 - 1) | 14e Emeghara · 69e Campbell | Spectateurs : 4 787 Arbitrage : Jean-Charles Cailleux | Spectateurs : 4 787 Arbitrage : Jean-Charles Cailleux |
|                                         | Rapport                 |         |                             | Spectateurs : 4 787 Arbitrage : Jean-Charles Cailleux | Spectateurs : 4 787 Arbitrage : Jean-Charles Cailleux |

| Mercredi 26 octobre 2011 20h50 France 3 Régions | AS Saint Etienne | 1 - 2   | Olympique lyonnais             | Stade Geoffroy-Guichard, Saint-Étienne          |                                                 |
| Historique des rencontres                       | Aubameyang 88e   | (0 - 1) | 40e Briand · 72e (pen.) Bastos | Spectateurs : 25 906 Arbitrage : Clément Turpin | Spectateurs : 25 906 Arbitrage : Clément Turpin |
| Historique des rencontres                       | Rapport          |         |                                | Spectateurs : 25 906 Arbitrage : Clément Turpin | Spectateurs : 25 906 Arbitrage : Clément Turpin |

| Mercredi 26 octobre 2011 20h50 France 3 Régions | AJ Auxerre           | 1 - 2 a.p. | SM Caen        | Stade de l'Abbé-Deschamps, Auxerre           |                                              |
|                                                 | Sahar 29e · Boly 51e | (1 - 1)    | 24e 117e Nabab | Spectateurs : 7 628 Arbitrage : Saïd Ennjimi | Spectateurs : 7 628 Arbitrage : Saïd Ennjimi |
|                                                 | Rapport              |            |                | Spectateurs : 7 628 Arbitrage : Saïd Ennjimi | Spectateurs : 7 628 Arbitrage : Saïd Ennjimi |

| Mercredi 26 octobre 2011 20h50 France 3 Régions | OGC Nice          | 2 - 1   | FC Sochaux-Montbéliard | Stade du Ray, Nice                               |                                                  |
|                                                 | Pentecôte 39e 56e | (1 - 0) | 79e Camara             | Spectateurs : 6 432 Arbitrage : Hervé Piccirillo | Spectateurs : 6 432 Arbitrage : Hervé Piccirillo |
|                                                 | Rapport           |         |                        | Spectateurs : 6 432 Arbitrage : Hervé Piccirillo | Spectateurs : 6 432 Arbitrage : Hervé Piccirillo |

| Mercredi 26 octobre 2011 20h50 France 3 Régions | Lille OSC                           | 3 - 1   | CS Sedan Ardennes | Stadium Nord Lille Métropole, Villeneuve-d'Ascq |                                                 |
|                                                 | Pedretti 34e · Cole 39e · Jeleń 70e | (2 - 0) | 80e (pen.) Diaby  | Spectateurs : 17 016 Arbitrage : Benoît Bastien | Spectateurs : 17 016 Arbitrage : Benoît Bastien |
|                                                 | Rapport                             |         |                   | Spectateurs : 17 016 Arbitrage : Benoît Bastien | Spectateurs : 17 016 Arbitrage : Benoît Bastien |

| Mercredi 26 octobre 2011 20h50 France 3 Régions | Le Mans FC        | 0 - 0 a.p.               | Stade rennais FC | MMArena, Le Mans                               |                                                |
|                                                 |                   | (0 - 0)                  |                  | Spectateurs : 11 283 Arbitrage : Philippe Kalt | Spectateurs : 11 283 Arbitrage : Philippe Kalt |
|                                                 | Rapport           |                          |                  | Spectateurs : 11 283 Arbitrage : Philippe Kalt | Spectateurs : 11 283 Arbitrage : Philippe Kalt |
| Thomas · Momi · Narry · Stromstad               | Tirs au but 4 - 1 | Hadji · Féret · Pitroipa |                  | Spectateurs : 11 283 Arbitrage : Philippe Kalt | Spectateurs : 11 283 Arbitrage : Philippe Kalt |

### Quarts de finale
Le tirage au sort est intégral (pas de tête de série) et a eu lieu le mercredi 26 octobre diffusé en direct sur France 3.
Les quarts de finale se joueront les mardi 10 et mercredi 11 janvier et mettront aux prises 7 équipes de Ligue 1 et une de Ligue 2, Le Mans FC.
| Mardi 10 janvier 2012 20h45 France 4 | SM Caen | 0 - 3   | Olympique de Marseille     | Stade Michel-d'Ornano, Caen                     |                                                 |
|                                      |         | (0 - 2) | 7e 53e Valbuena · 21e Rémy | Spectateurs : 15 674 Arbitrage : Antony Gautier | Spectateurs : 15 674 Arbitrage : Antony Gautier |
|                                      | Rapport |         |                            | Spectateurs : 15 674 Arbitrage : Antony Gautier | Spectateurs : 15 674 Arbitrage : Antony Gautier |

| Mercredi 11 janvier 2012 17h00 France 2     | OGC Nice                                | 3 - 3 a.p.                            | Dijon FCO                                        | Stade du Ray, Nice                            |                                               |
|                                             | Mounier 35e · Civelli 78e · Monzón 119e | (1 - 1)                               | 19e Guerbert · 62e Jovial · 117e (pen.) Bauthéac | Spectateurs : 7 751 Arbitrage : Fredy Fautrel | Spectateurs : 7 751 Arbitrage : Fredy Fautrel |
|                                             | Rapport                                 |                                       |                                                  | Spectateurs : 7 751 Arbitrage : Fredy Fautrel | Spectateurs : 7 751 Arbitrage : Fredy Fautrel |
| Digard · Civelli · Gomis · Monzón · Mounier | Tirs au but 5 - 3                       | Marcq · Varrault · Corgnet · Sankharé |                                                  | Spectateurs : 7 751 Arbitrage : Fredy Fautrel | Spectateurs : 7 751 Arbitrage : Fredy Fautrel |

| Mercredi 11 janvier 2012 18h45 France 4 | Le Mans FC | 0 - 1   | FC Lorient | MMArena, Le Mans                                |                                                 |
|                                         |            | (0 - 0) | 70e Sunu   | Spectateurs : 7 183 Arbitrage : Philippe Malige | Spectateurs : 7 183 Arbitrage : Philippe Malige |
|                                         | Rapport    |         |            | Spectateurs : 7 183 Arbitrage : Philippe Malige | Spectateurs : 7 183 Arbitrage : Philippe Malige |

| Mercredi 11 janvier 2012 20h50 France 3 | Olympique lyonnais                      | 2 - 1   | Lille OSC                   | Stade de Gerland, Lyon                           |                                                  |
|                                         | Källström 41e · Lisandro 66e · Dabo 11e | (1 - 1) | 28e Cole · 51e, 82e Debuchy | Spectateurs : 29 124 Arbitrage : Laurent Duhamel | Spectateurs : 29 124 Arbitrage : Laurent Duhamel |
|                                         | Rapport                                 |         |                             | Spectateurs : 29 124 Arbitrage : Laurent Duhamel | Spectateurs : 29 124 Arbitrage : Laurent Duhamel |

### Demi-finales
Le tirage au sort a eu lieu le mercredi 11 janvier diffusé en direct sur France 3.
Les demi-finales sont prévues les mardi 31 janvier et mercredi 1er février 2012, entre deux journées de championnat. 
| Mardi 31 janvier 2012 20h45 France 2 | FC Lorient                       | 2 - 4 a.p. | Olympique lyonnais                               | Stade du Moustoir, Lorient                    |                                               |
|                                      | Emeghara 59e · Monnet-Paquet 68e | (0 - 0)    | 80e 120+2e Lacazette · 90+4e Briand · 102e Gomis | Spectateurs : 14 610 Arbitrage : Ruddy Buquet | Spectateurs : 14 610 Arbitrage : Ruddy Buquet |
|                                      | Rapport                          |            |                                                  | Spectateurs : 14 610 Arbitrage : Ruddy Buquet | Spectateurs : 14 610 Arbitrage : Ruddy Buquet |

| Mercredi 1er février 2012 20h50 France 3 | Olympique de Marseille                     | 2 - 1   | OGC Nice                     | Stade Vélodrome, Marseille |                            |
|                                          | Rémy 16e · Brandão 57e · Valbuena 49e, 64e | (1 - 1) | 44e Mounier · 83e Dja Djédjé | Arbitrage : Clément Turpin | Arbitrage : Clément Turpin |
|                                          | Rapport                                    |         |                              | Arbitrage : Clément Turpin | Arbitrage : Clément Turpin |

### Finale
La finale se déroule le samedi 14 avril 2012, avant des demi-finales européennes, juste après les demi-finales de Coupe de France, et sur le week-end de la 32e journée de Ligue 1 et de Ligue 2.
| Samedi 14 avril 2012 | Olympique lyonnais | 0 - 1 a.p. | Olympique de Marseille | Stade de France, Saint-Denis                     |                                                  |
| 21h00 CEST France 2  | Lovren 55e, 120e   | (0 - 0)    | 104e Brandão           | Spectateurs : 78 877 Arbitrage : Stéphane Lannoy | Spectateurs : 78 877 Arbitrage : Stéphane Lannoy |
| 21h00 CEST France 2  | Rapport            |            |                        | Spectateurs : 78 877 Arbitrage : Stéphane Lannoy | Spectateurs : 78 877 Arbitrage : Stéphane Lannoy |

| Lyon | Marseille |

|               | Gardien de but | Hugo Lloris         |           |      |  |
|               | D              | Anthony Réveillère  |           |      |  |
|               | D              | Mouhamadou Dabo     |           | 118e |  |
|               | D              | Samuel Umtiti       |           |      |  |
|               | D              | Dejan Lovren        | 55e, 120e |      |  |
|               | M              | Kim Källström       |           | 106e |  |
|               | M              | Maxime Gonalons     |           |      |  |
|               | M              | Michel Bastos       |           | 65e  |  |
|               | A              | Lisandro López      |           |      |  |
|               | A              | Bafétimbi Gomis     | 92e       |      |  |
|               | A              | Jimmy Briand        | 25e       |      |  |
| Remplaçants : |                |                     |           |      |  |
|               | M              | Clément Grenier     | 120e      | 65e  |  |
|               | A              | Alexandre Lacazette |           | 106e |  |
|               | D              | Aly Cissokho        |           | 118e |  |
|               | G              | Rémy Vercoutre      |           |      |  |
|               | D              | Bakary Koné         |           |      |  |
|               | D              | Cris                |           |      |  |
|               | M              | Gueïda Fofana       |           |      |  |
| Entraîneur :  |                |                     |           |      |  |
|               | Rémi Garde     |                     |           |      |  |

|               | Gardien de but   | Steve Mandanda      |      |      |  |
|               | D                | Cesar Azpilicueta   |      |      |  |
|               | D                | Nicolas N'Koulou    | 120e |      |  |
|               | D                | Stéphane M'Bia      | 50e  |      |  |
|               | D                | Rod Fanni           |      |      |  |
|               | M                | Alou Diarra         | 16e  | 82e  |  |
|               | M                | Benoît Cheyrou      |      |      |  |
|               | M                | Mathieu Valbuena    |      | 118e |  |
|               | M                | Morgan Amalfitano   |      |      |  |
|               | A                | Loïc Rémy           | 93e  | 98e  |  |
|               | A                | André Ayew          |      |      |  |
| Remplaçants : |                  |                     |      |      |  |
|               | A                | Charles Kaboré      |      | 82e  |  |
|               | M                | Brandão             | 104e | 98e  |  |
|               | D                | Jérémy Morel        |      | 118e |  |
|               | G                | Gennaro Bracigliano |      |      |  |
|               | D                | Djimi Traoré        |      |      |  |
|               | A                | Jordan Ayew         |      |      |  |
|               | A                | André-Pierre Gignac |      |      |  |
| Entraîneur :  |                  |                     |      |      |  |
|               | Didier Deschamps |                     |      |      |  |

| Homme du match - Nicolas N'Koulou (Marseille) |

## Nombre d'équipes par division et par tour
| Divisions / Manches               | Premier tour | Deuxième tour | Seizièmes de finale (10 rencontres) | Huitièmes de finale | Quarts de finale | Demi- finales | Finale |
| --------------------------------- | ------------ | ------------- | ----------------------------------- | ------------------- | ---------------- | ------------- | ------ |
| Ligue 1 (clubs européens) 6 clubs | non présents | non présents  | non présents                        | 6                   | 3                | 2             | 2      |
| Ligue 1 (non-européens) 14 clubs  | non présents | non présents  | 14                                  | 7                   | 4                | 2             | -      |
| Ligue 2 20 clubs                  | 18           | 11            | 6                                   | 3                   | 1                | -             | -      |
| National 2 clubs                  | 2            | 1             | -                                   | -                   | -                | -             | -      |
| Total                             | 20           | 12            | 20                                  | 16                  | 8                | 4             | 2      |

### Buteurs
|   | Buteur          | Club                   | Buts |
| - | --------------- | ---------------------- | ---- |
| 1 | Loïc Rémy       | Olympique de Marseille | 4    |
| 2 | Brice Jovial    | Dijon FC               | 3    |
| 3 | Anthony Mounier | OCG Nice               | 3    |